# Második Sănătescu-kormány
1944 októberében kialakult belpolitikai válságot követően – november 4-én – megalakult Constantin Sănătescu tábornok második kormánya, amelyben az Országos Demokrata Arcvonalának – a Román Kommunista Párt, a Szociáldemokrata Párt, a Hazafias Szövetség és az Ekésfront szövetségének – már kilenc képviselője kapott helyet. A második Sănătescu kabinet szintén tiszavirág-életűnek bizonyult, mivel az állandó utcai tüntetések lemondásra kényszerítette a kormányt (1944. december 2.). Sănătescu december 6-án adta át az ország irányítását Nicolae Rădescu tábornoknak.

## Kormányösszetétel
A második Sănătescu-kormány összetétele – 1944. november 4-étől december 6-áig
| Kép | Név                       | Tisztség                                                                         | Párt                                                  | Megjegyzés |
| --- | ------------------------- | -------------------------------------------------------------------------------- | ----------------------------------------------------- | ---------- |
|     | Constantin Sănătescu      | Miniszterelnök és egyben hadügyminiszter                                         | pártonkívüli                                          | tábornok   |
|     | Petru Groza               | Miniszterelnök-helyettes                                                         | Ekésfront                                             |            |
|     | Nicolae Penescu           | Belügyminiszter                                                                  | ?                                                     |            |
|     | Constantin Vișoianu       | Külügyminiszter                                                                  | ?                                                     | diplomata  |
|     | Mihail Romniceanu         | Pénzügyminiszter                                                                 | ?                                                     |            |
|     | Lucrețiu Pătrășcanu       | Igazságügy-miniszter                                                             | Román Kommunista Párt                                 |            |
|     | Ștefan Voitec             | Közoktatásügyi miniszter                                                         | Román Szociáldemokrata Párt                           |            |
|     | Gheorghe (Ghiță) Popp     | Vallásügyi és művészeti miniszter                                                | Nemzeti Parasztpárt (Partidul National Taranesc, PNT) | jogász     |
|     | Constantin C. Brătianu    | Haditermelési miniszter                                                          | ?                                                     |            |
|     | Ioan Hudiță               | Földművelésügyi miniszter                                                        | ?                                                     |            |
|     | Aurel Leucuția            | Nemzetgazdasági miniszter                                                        | ?                                                     |            |
|     | Gheorghe Gheorghiu-Dej    | Közlekedési miniszter                                                            | Román Kommunista Párt                                 |            |
|     | Virgil Solomon            | Közmunkaügyi miniszter (November 13-ától közmunkaügyi és újjáépítési miniszter.) | ?                                                     |            |
|     | Lothar Rădăceanu          | Munkaügyi miniszter                                                              | Román Szociáldemokrata Párt                           |            |
|     | dr. Daniel Danielopolu    | Egészségügyi és közsegélyezési miniszter                                         | ?                                                     |            |
|     | Gheorghe Nicolau          | Társadalombiztosítási miniszter                                                  | ?                                                     |            |
|     | Gheorghe Fotino           | Szövetkezeti miniszter                                                           | ?                                                     |            |
|     | Gheorghe Vlădescu-Răcoasa | Kisebbségügyi miniszter (November 13-ától nemzeti kisebbségügyi miniszter.)      | ?                                                     |            |